# St. Johannes Evangelist (Berlin-Johannisthal)

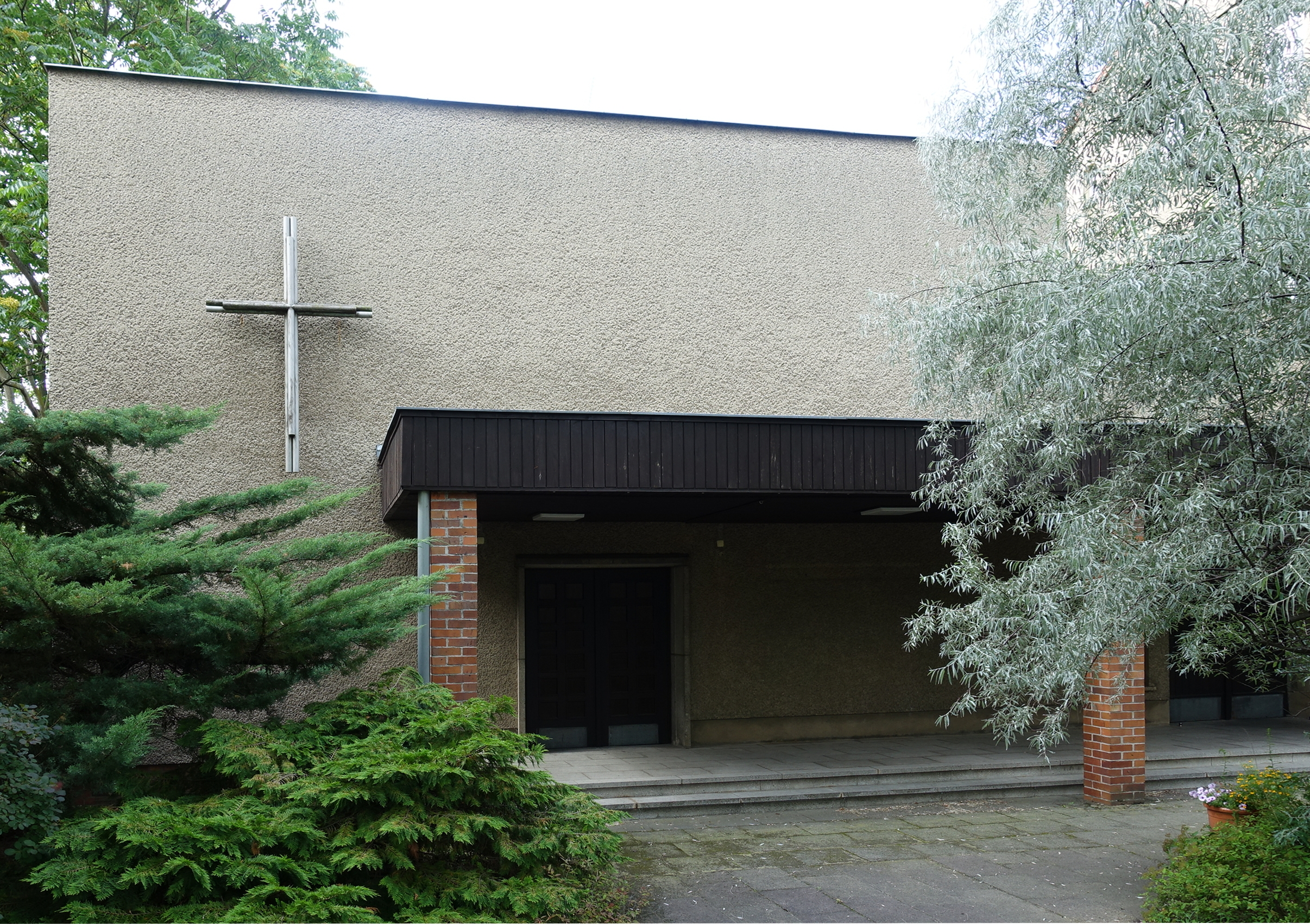
St. Johannes

St. Johannes Evangelist ist eine römisch-katholische Kirche in der Waldstraße 11 in Berlin-Johannisthal. Das Kirchenschiff entstand 1974 nach einem Entwurf der Bauabteilung des Caritasverbandes. Das Kirchengebäude gehört zur katholischen Kirchengemeinde St. Antonius von Padua (Berlin-Oberschöneweide) im Erzbistum Berlin.

## Geschichte
Die Gottesdienste der Kirchengemeinde, die sich im Zusammenhang mit dem Zuzug neuer Einwohner der 1920er Jahre im damaligen Vorort von Berlin gegründet hatte, fanden zunächst in einer kleinen Kapelle im Hochparterre des Wohngebäudes eines Möbelfabrikanten statt. Im Jahr 1927 erwarb die Kirchengemeinschaft das Gebäude von der kommunalen Gemeinde und ließ es nach Entwürfen und unter Leitung des Architekten Josef Bachem zum Gemeindezentrum umbauen. Es entstand ein Kirchenraum für etwa 140 Personen. Das Pfarrhaus trägt die Hausnummer 12, in welchem in den 1930er Jahren der Pfarrer G. Gabor wohnte. Zur Immobilie der Kirchengemeinde gehört auch ein gesondert ausgewiesener Garten mit der Hausnummer 13. Das im Zweiten Weltkrieg teilweise zerstörte Gebäude wurde von der sowjetischen Militäradministration beschlagnahmt, die Kirchenausstattung vernichtet. Nachdem die Besatzer das kleine Haus wohl zum Ende der 1960er Jahre wieder freigegeben hatten, konnte es für kirchliche Zwecke neu genutzt werden. Es entstand nach Plänen und mit finanzieller Unterstützung durch den Caritasverband 1974 ein Anbau, der den eigentlichen Kirchenraum als Pfarrsaal enthält.
St. Johannes Evangelist ist seit 2003 Filialkirche von St. Antonius von Padua in Oberschöneweide. Das Gotteshaus wird auch von der Ukrainischen Personalpfarrei St. Nikolaus mitbenutzt.

## Baubeschreibung und Ausstattung
Das mit einem flachen Satteldach gedeckte Kirchenschiff ist ein unauffälliger Putzbau und besitzt keinen Kirchturm. Nur ein schlichtes Kreuz an der Fassade verweist auf den christlichen Zweck des Ensembles aus Pfarrhaus und Gemeindesaal. Auf der Giebelseite zur Straße befindet sich ein Unterstand mit dem Portal. Die Längsseiten haben breite Fensterbänder, deren Sprossen mit unterschiedlichen farbigen Glaseinsätzen gestaltet sind.
Im Hauptfenster in Höhe des Altarbereiches ist der Pfarrpatron Johannes der Evangelist dargestellt. Das Kruzifix, der Tabernakel und die Kreuzwegstationen an der Altarwand hat der Künstler Werner Nickel im Jahr 1977 geschaffen.
Der Raum ist mit mindestens acht Reihen einfacher Kirchenbänke ausgestattet und von einem breiten Mittelgang gegliedert.
Die Orgel entstand 1982 in der Firma Alexander Schuke Potsdam Orgelbau. Sie hat ein Manual, ein Pedal und 7 Register.
Im Hof steht ein Glockenträger mit zwei Glocken.